# 让·博罗特拉
让·博罗特拉（法語：Jean Borotra，1898年8月13日—1994年7月17日），法国男子网球运动员。他曾代表法国参加1924年夏季奥林匹克运动会网球比赛，获得男子双打铜牌。曾在維琪法國擔任教育和體育專員，1942年遭到關押，於1945年參與伊特爾堡之戰。于1976年入选国际网球名人堂。